# US Open 2025 – Dublu mixt
US Open 2025 – Dublu mixt are loc la sfârșitul lunii august și începutul lunii septembrie 2025. Șaisprezece perechi vor concura în proba de dublu mixt a turneului de Grand Slam de tenis de la New York, care se va desfășura pe terenuri dure la Centrul Național de Tenis Billie Jean King. Campioanele en-titre sunt italienele Sara Errani și Andrea Vavassori.

## Format
Ediția din 2025 a US Open este prima cu un nou format de competiție de dublu mixt, care a fost mutat în prima săptămână a US Open–Fan Week și în aceeași săptămână cu meciurile de calificare dinaintea turneului, jucându-se de marți, 19 august, până miercuri, 20 august, cu o recompensă de 1 milion de dolari pentru câștigător.
Cele două zile de competiție se desfășoară pe stadionul Arthur Ashe și stadionul Louis Armstrong, cu 16 echipe, opt echipe câștigând înscriere directă pe baza clasamentului combinat la simplu și opt înscrieri wild-card, acestea neincluzând jucători din afara listei de înscriși la simplu din cauza conflictelor de program în meciurile de calificare din aceeași săptămână. Meciurile se joacă în seturi de tip „cel mai bun din trei”, cu seturi scurte la patru game-uri, fără anunțuri de punctaj, tiebreak-uri la patru și un tiebreak la 10 puncte în loc de un al treilea set. Finala va fi un meci de șase game-uri, de tipul „cel mai bun din trei seturi”, fără punctaj publicitar, cu tie-break la egalitate de șase puncte și un tie-break la 10 puncte în locul unui al treilea set.
Această schimbare a fost criticată de unii jucători și fani înainte de începerea turneului.